# The Wonderful 101
The Wonderful 101 (ザ・ワンダフル・ワン・オー・ワン, Za Wandafuru Wan Ō Wan), anciennement connu sous le nom Project P-100, est un jeu vidéo développé par PlatinumGames et édité par Nintendo sorti sur Wii U le 23 août 2013 en Europe, le 24 août au Japon et Australie, et le 15 septembre en Amérique du Nord. Une version remastérisée, financée via un financement participatif, est prévue pour mai 2020 sur Nintendo Switch, PlayStation 4 et Microsoft Windows.

## Système de jeu
Le joueur contrôle de petits personnages masqués dans une ville à l'aspect futuriste. Le nombre de personnages peut monter jusqu'à 100. Ils doivent combattre toutes sortes d'ennemis robotiques en utilisant l'« unimorphisation », qui est une attaque qui diffère selon les personnages :
- Wonder Red : un gros poing rouge se forme. Il peut servir à activer des mécanismes ;
- Wonder Blue : une épée géante bleue se forme. Elle peut servir de clé pour ouvrir des portes ou d'autres mécanismes ;
- Wonder Green : un pistolet vert se forme. Il peut tirer sur des cibles à longue distance ;
- Wonder Pink : un fouet épineux rose se forme. Le fouet permet d'arracher des défenses et des murs épineux ou encore de s'accrocher à des crochets pour passer d'un endroit à un autre ;
- Wonder Yellow : un marteau géant jaune se forme. Il peut détruire des parties du sol fissuré et activer des mécanismes avec de gros interrupteurs ;
- Wonder White : des griffes géantes pouvant geler certains ennemis se forment. Permet d'ouvrir des défenses ennemies ou des portes et de grimper aux murs ;
- Wonder Black : une bombe provoquant un ralentissement du temps à l'explosion se forme.

Ces attaques sont créées en dessinant les formes des armes en question à l'aide du joystick droit ou de l'écran tactile du Wii U Gamepad.